# Liste der portugiesischen Botschafter in Andorra
Die Liste der portugiesischen Botschafter in Andorra listet die Botschafter der Republik Portugal in Andorra auf. Die beiden Staaten gingen 1994 direkte diplomatische Beziehungen ein, nach der Verabschiedung der ersten andorranischen Verfassung 1993 und der folgenden Etablierung Andorras als souveräner Staat.
Erstmals akkreditierte sich ein portugiesischer Vertreter 1995 für Andorra bei den zwei Regenten. Andorra hat als einziges Land der Welt ein Staatsoberhaupt, das von zwei ausländischen Amtsträgern gemeinsam wahrgenommen wird, dem Bischof von Urgell und dem Präsidenten von Frankreich, die in einer symbolischen Doppelherrschaft dem Land vorstehen. Daher sind für Andorra Akkreditierungen bei den beiden Regenten üblich, so dass in dieser Liste meist zwei Akkreditierungsdaten angegeben werden.
Eine eigene Botschaft in der andorranischen Hauptstadt Andorra la Vella eröffnete Portugal 2003, schloss sie jedoch 2012 wieder, im Zuge seiner Sparmaßnahmen nach seiner tiefen Wirtschaftskrise in Folge der Eurokrise. Seither ist wieder der Portugiesische Vertreter in Spanien für Andorra zuständig, der sich dazu dort zweitakkreditiert.
In der andorranischen Hauptstadt Andorra la Vella besteht ein portugiesisches Honorarkonsulat.

## Missionschefs
| Name                                           | Bild    | Amtszeit                        | Anmerkungen                                                                                  |
| Andorra                                        | Andorra | Andorra                         | Andorra                                                                                      |
| ---------------------------------------------- | ------- | ------------------------------- | -------------------------------------------------------------------------------------------- |
| Leonardo Charles de Zaffiri Duarte Mathias     |         | ab 1995                         | Botschafter mit Amtssitz Madrid, am 13. Oktober 1995 bzw. 18. Oktober 1995 akkreditiert      |
| António Manuel de Mendonça Martins da Cruz     |         | ab 1999                         | Botschafter mit Amtssitz Madrid                                                              |
| João Rosa Lã                                   |         | ab 2002                         | Botschafter mit Amtssitz Madrid                                                              |
| José Filipe Moraes Cabral                      |         | ab 2004                         | Botschafter mit Amtssitz Madrid                                                              |
| José Roque Vieira de Abranches Jordão          |         | 11. Juni 2003 –28. August 2003  | Botschafter mit Amtssitz Andorra la Vella                                                    |
| Nuno António Ribeiro de Bessa Lopes            |         | 19. Januar 2004 –6. Januar 2009 | Botschafter mit Amtssitz Andorra la Vella, am 1. März 2004 bzw. 21. April 2004 akkreditiert  |
| Mário Fernando Damas Nunes                     |         | 7. Januar 2009 –10. Januar 2012 | Botschafter mit Amtssitz Andorra la Vella, am 29. Januar 2009 bzw. 7. Juli 2010 akkreditiert |
| Álvaro José Costa de Mendonça e Moura          |         | ab 2012                         | Botschafter mit Amtssitz Madrid, am 20. September 2012 akkreditiert                          |
| José Tadeu da Costa Soares                     |         | ab 2013                         | Botschafter mit Amtssitz Madrid, am 25. Oktober 2013 akkreditiert                            |
| Francisco Pimentel de Mello Ribeiro de Menezes |         | seit 2015                       | Botschafter mit Amtssitz Madrid                                                              |